# Lewofloksacyna
Lewofloksacyna (łac. levofloxacinum) – wielofunkcyjny organiczny związek chemiczny, chemioterapeutyk z grupy chinolonów, enancjomer S ofloksacyny, stosowany w leczeniu zakażeń bakteryjnych, profilaktyki po zabiegu leczenia operacyjnego zaćmy oraz gruźlicy wielolekoopornej.
Zaleca się aby podczas leczenia lewofloksacyną oraz 2 dni po jego zakończeniu unikać kąpieli słonecznych oraz solarium.

## Mechanizm działania
Lewofloksacyna działa na kompleks gyraza DNA – DNA oraz na topoizomerazę IV. Nie zaleca się stosowania lewofloksacyny w zakażeniach wywołanych przez MRSA.

## Zastosowanie
- pozaszpitalne zapalenie płuc[4][5]
- powikłane zakażenia skóry i tkanek miękkich[4][5]
- odmiedniczkowe zapalenie nerek[4]
- powikłane zakażenia układu moczowego[4]
- przewlekłe bakteryjne zapalenie gruczołu krokowego[4]
- płucna postać wąglika: zapobieganie zakażeniom po kontakcie z bakteriami i leczenie[4]
- ostre bakteryjne zapalenie zatok[5]
- zaostrzenie przewlekłego zapalenia oskrzeli[5]
- powierzchniowne bakteryjne zakażenia oczu wywołane przez drobnoustroje wrażliwe na lewofloksacynę u pacjentów od ukończenia pierwszego roku życia[6]
- przewlekłe zakażenia płuc wywołane przez Pseudomonas aeruginosa u dorosłych pacjentów z mukowiscydozą[7]
- profilaktyka pooperacyjna 7–14 dni po operacyjnym leczeniu zaćmy (wytyczne Polskiego Towarzystwa Okulistycznego)[8][9]
- gruźlica wielolekooporna (wytyczne Polskiego Towarzystwa Chorób Płuc)[10]

Lewofloksacyna znajduje się na wzorcowej liście podstawowych leków Światowej Organizacji Zdrowia (WHO Model Lists of Essential Medicines) (2015).
Lewofloksacyna jest dopuszczona do obrotu w Polsce (2018), we wszystkich postaciach.

## Działania niepożądane
Lewofloksacyna może powodować następujące działania niepożądane u ponad 1% pacjentów: bezsenność, ból głowy, zawroty głowy, biegunka, nudności, wymioty, zwiększenie aktywności aminotransferazy asparaginianowej (AspAT), aminotransferazy alaninowej (AlAT), fosfatazy alkalicznej (FA), γ-glutamylotranspeptydazy. Ponadto, podobnie jak omeprazol, cefepim i etopozyd, lewofloksacyna blokuje transporter OCTN2, prowadząc do wtórnego niedoboru karnityny.

### Zapalenie ścięgna i zerwanie ścięgna
Rzadkim powikłaniem jest zapalenie ścięgna, które najczęściej obejmuje ścięgno Achillesa i może być jednostronne lub obustronne i prowadzić do jego zerwania. Powikłanie to może wystąpić w ciągu 48 godzin od rozpoczęcia leczenia do nawet kilku miesięcy od zakończenia leczenia.